# Garth Rickards
Garth Rickards (Mechanicsburg, Pennsylvania, 23 september 1992) is een Amerikaans autocoureur.

## Carrière
Rickards begon zijn autosportcarrière in de winter van 2012-2013, waarin hij afstudeerde van de Skip Barber Racing School. In 2014 maakte hij zijn fulltime autosportdebuut in de F1600 Championship Series, waarin hij uitkwam voor het Team Pelfrey. Hij stond acht keer op het podium voordat hij tijdens het laatste raceweekend op Watkins Glen International zijn eerste overwinning boekte. Hiermee eindigde hij achter Ayla Ågren als tweede in de eindstand met 479 punten. Tevens kreeg hij de Rookie of the Year-award.
In 2015 maakte Rickards de overstap naar de U.S. F2000 voor Team Pelfrey, nadat hij in 2014 al in één raceweekend van dit kampioenschap reed voor JDC Motorsports. Hij behaalde twee vijfde plaatsen op Stratencircuit Toronto en de Mid-Ohio Sports Car Course als beste resultaten en werd hiermee negende in het kampioenschap met 186 punten. Ook nam hij voor Pelfrey deel aan het winterkampioenschap, waarin een vierde plaats op het NOLA Motorsports Park als beste finishpositie hem een zevende plaats in de eindstand opleverde met 82 punten. Daarnaast reed hij voor K-Hill Motorsports in de helft van de races van het Atlantic Championship, waarin hij in alle races op het podium stond en één overwinning behaalde op het Pittsburgh International Race Complex.
In 2016 bleef Rickards actief in de U.S. F2000, maar stapte over naar het team Pabst Racing Services. Ondanks dat hij op Mid-Ohio zijn eerste podiumplaats behaalde, zorgde inconsequente resultaten ervoor dat hij één plaats terugviel in de eindstand. Zodoende werd hij tiende in het kampioenschap met 172 punten.
In 2017 slaat Rickards de stap naar het Pro Mazda Championship over en gaat direct rijden in de Indy Lights voor het team Carlin.